# Amrichshausen

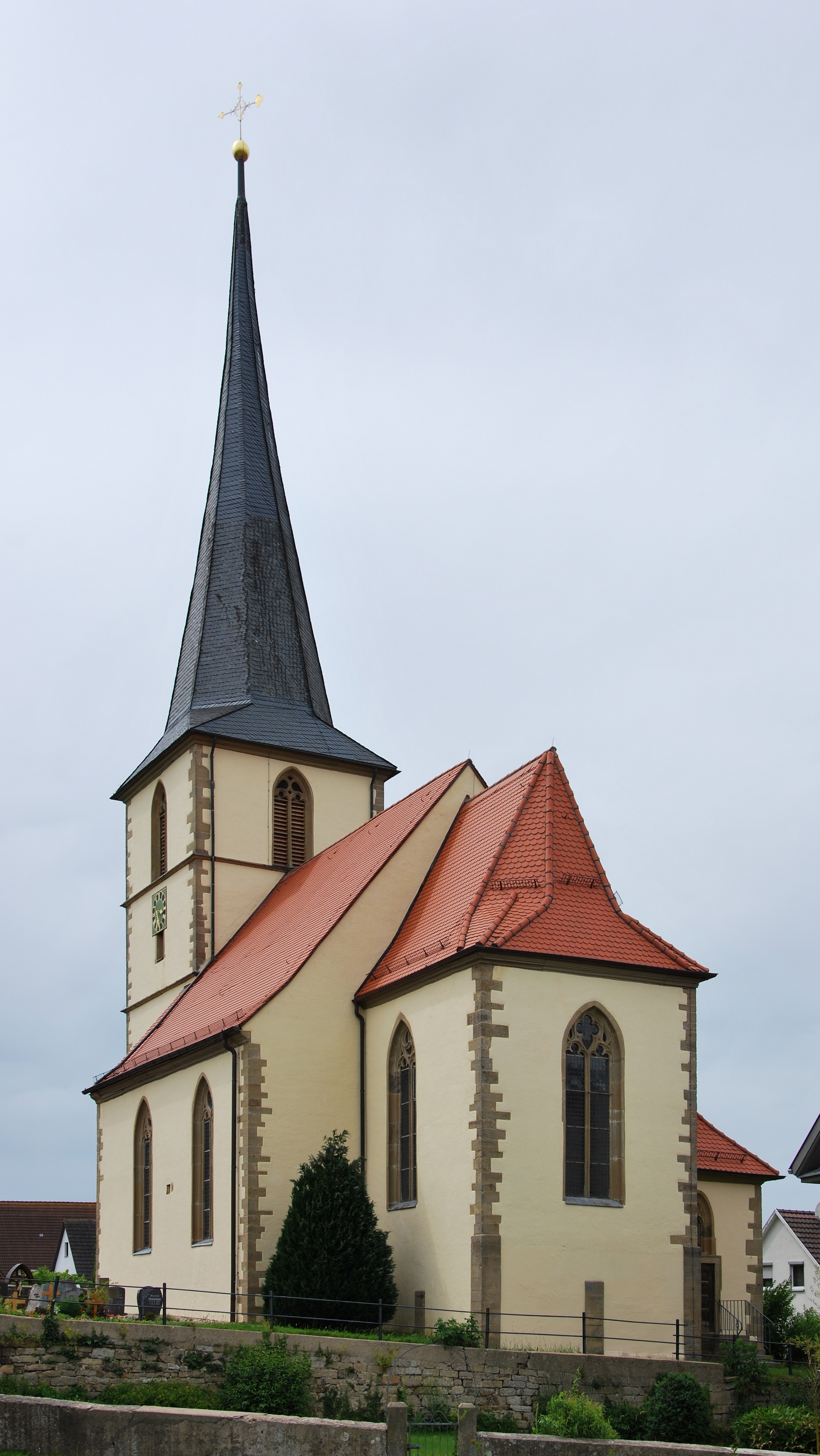
Pfarrkirche Mariä Geburt (2012)

Pfarrkirche Mariä Geburt um 1935

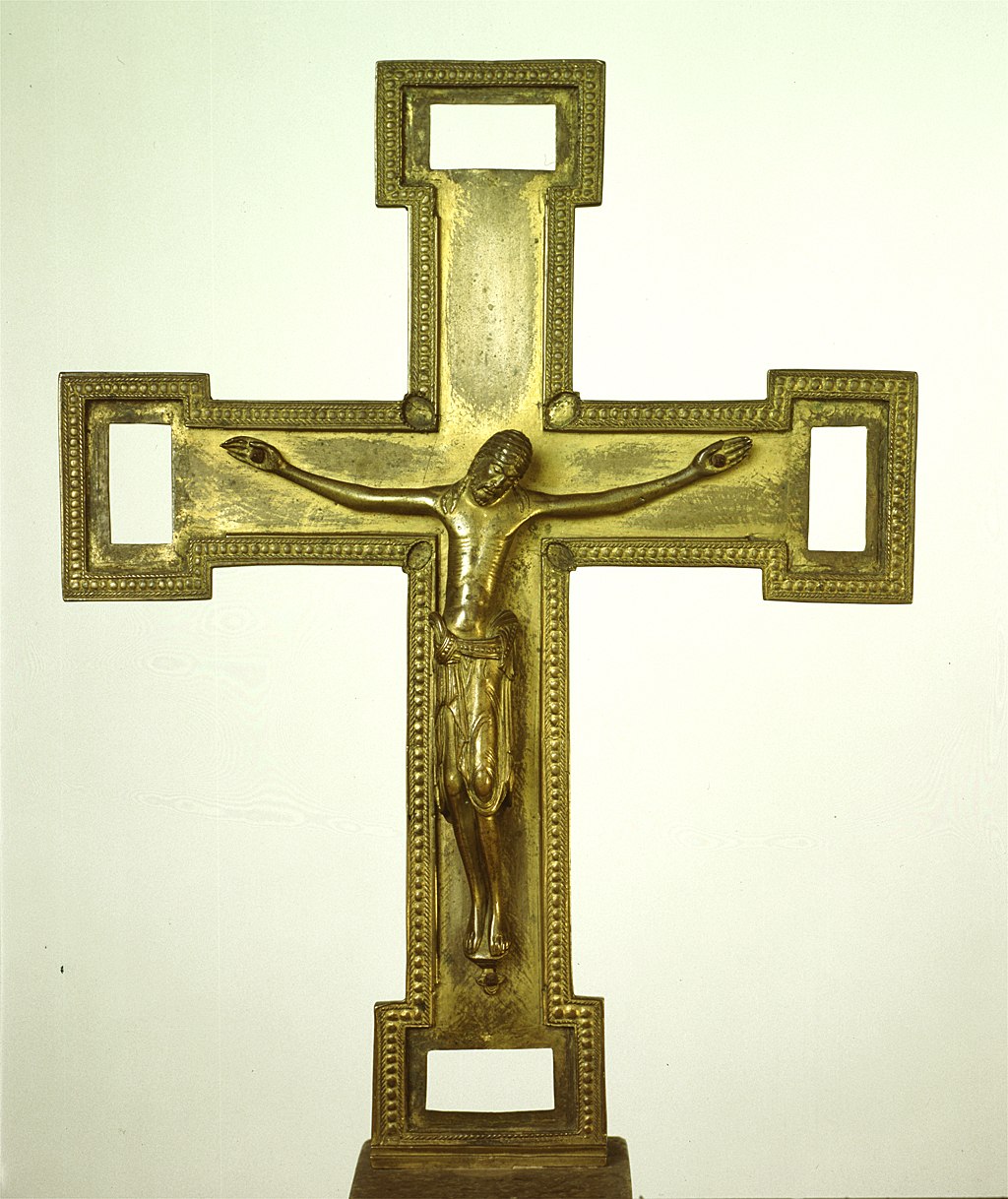
Bronzekruzifix von Amrichshausen

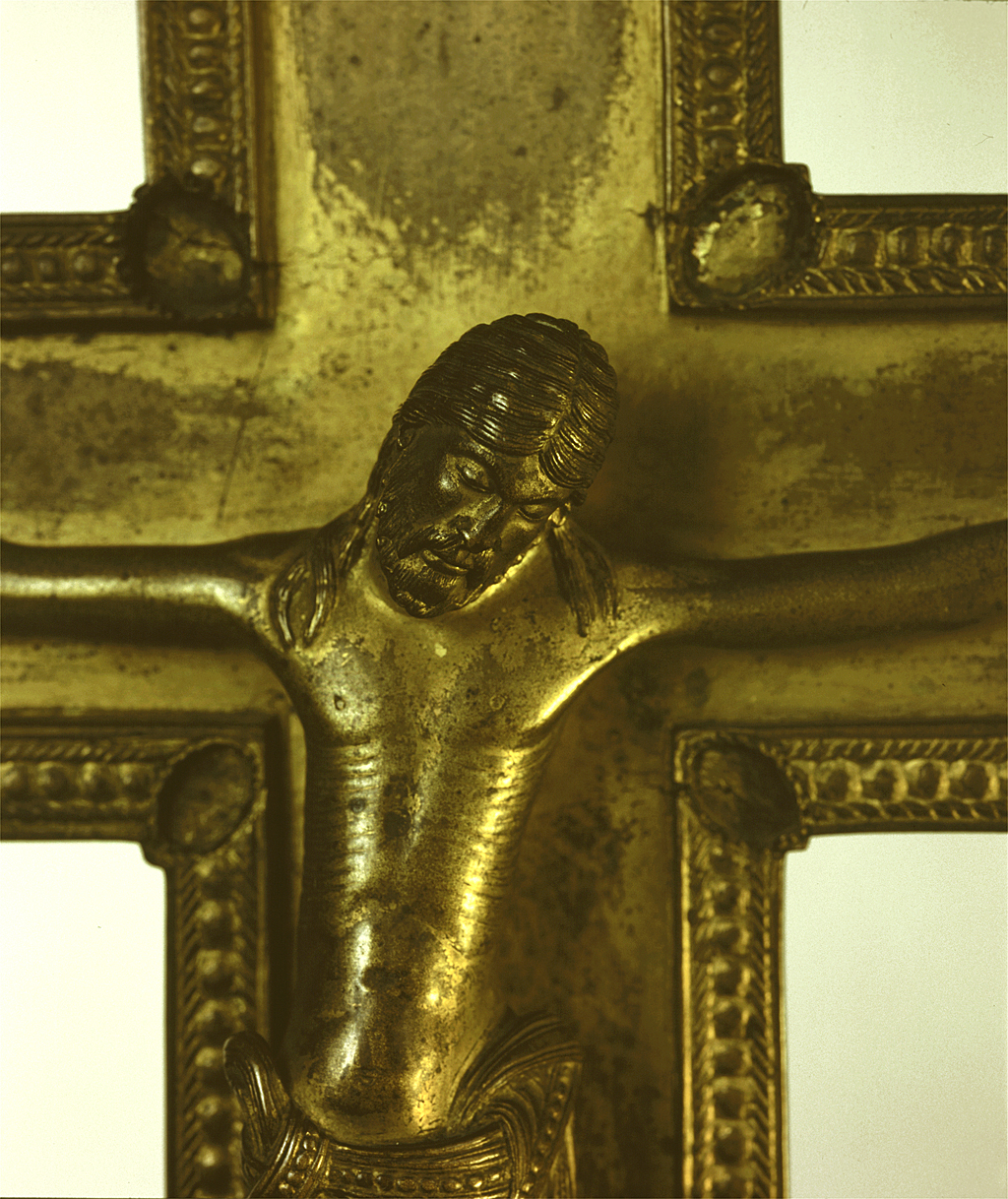
Bronzekruzifix, Detailansicht

Amrichshausen ist ein Stadtteil von Künzelsau, der Kreisstadt des Hohenlohekreises in Baden-Württemberg.

## Geographie
Amrichshausen liegt etwa vier Kilometer östlich der Künzelsauer Stadtmitte auf der Hohenloher Ebene, auf einer Höhe von 401 m ü. NN, nur etwa 750 Meter von der oberen rechten Kante des Kochertales über dem Taldorf Morsbach im Südsüdwesten entfernt. Das Dorf nimmt die flache Mulde des oft trockenen Deubachs ein, der dem Fluss hier parallel läuft und weiter abwärts ihm zufließt. Nördlich bis nordöstlich des Dorfes liegen in einem Abstand von etwa einem Kilometer einige winzige bis kleine Waldinseln schon hinter der Markungsgrenze, ansonst ist die Hochebene um das Dorf offen und wird, wo nicht schon überbaut, meist beackert.
Andere Nachbarorte sind im Westen das Dorf Garnberg, im Nordnordwesten das Dorf Steinbach, im Norden der Weiler Ohrenbach, im Nordosten der Weiler Berndshausen, im Osten der Kügelhof und dahinter das Dorf Mäusdorf.
Hauptanbindung des Dorfs an den überörtlichen Verkehr ist die L 1033, die vom Westen über eine lange Steige aus der Stadtmitte Künzelsaus die Hochebene erreicht, seinen Siedlungsbereich im Süden berührt und dann weiter östlich nach Mäusdorf läuft. Von ihr zweigt eine durch den Ort laufende Kreisstraße ab, die sich unmittelbar dahinter in die nordöstlich nach Berndshausen laufende K 2303 und die nach Ohrenbach im Norden laufende K 2302 gabelt.

## Geschichte
Einst hieß das Dorf Amelungshausen, es war seit dem Jahre 1406 würzburgisch, anschließend von 1802 bis 1806 hohenlohisch. Zwischen 1500 und 1806 lag es im Fränkischen Reichskreis. 1806 erfolgte die Übernahme von Württemberg. Hier saß von 1818 bis 1960 eine kirchliche Gebietsverwaltung, das Landkapitel Amrichshausen, das sämtliche katholischen Pfarreien des gesamten Bezirks betreute.
Markant ist die katholische Pfarrkirche mit ihrem weit über die Hohenloher Ebene sichtbaren spitzen Turm und seiner vergoldeten Spitze. Im Gebäude der Parzelle Zollhaus beim Kügelhof war eine würzburgische Zollstation – ein Erinnerungsstück aus einer Zeit, in der die weitere Umgebung noch in mehrere Herrschaften aufgeteilt war.
Am 1. Januar 1972 wurde Amrichshausen in die Kreisstadt Künzelsau eingegliedert.
Die früher fast ausschließlich bäuerliche Gemeinde bietet mit dem Handwerkerpark Lerchenhöhe, der in dessen Westen an den Siedlungsbereich angrenzt, in den dort ansässigen Firmen zahlreiche Arbeitsplätze.
Amrichshausen hat 565 Einwohner (Stand: 31. Dezember 2011).

### Religionen
Der größte Teil der Einwohner gehört dem römisch-katholischen Glauben an.

## Sehenswürdigkeiten

### Pfarrkirche Mariä Geburt
Die Pfarrkirche Mariä Geburt wurde in den Jahren 1614 bis 1625 durch Julius Echter erbaut.
Die Kirche hat eine Westturmanlage mit quadratischem Saal und Chor, ein Kreuzrippengewölbe im Stil von Julius Echter, eine spätbarocke Ausstattung und einen Hochaltar.
Die Figuren der Kirche stammen vom Künstler A. Sommer (um 1754).
Deren wertvolles Altarkreuz in Bronze, um 1130 geschaffen und damit das drittälteste in Baden-Württemberg, gehört zu den eindrucksvollsten Werken der Kleinplastik des 12. Jahrhunderts. Das Kruzifix steht mittlerweile nicht mehr in der Pfarrkirche, sondern befindet sich im Diözesanmuseum am Bischofssitz Rottenburg am Neckar. Die Kirche schmückt heute eine Nachbildung.

### Doline Immenloch
Nördlich von Amrichshausen befindet sich die Doline Immenloch (49° 17′ 18″ N, 9° 44′ 19″ O). Das Naturdenkmal ist mit einem Durchmesser von 35 m und einer Tiefe von 9 m eine der größten Dolinen des Hohenlohekreis.

### Bildstock
Siehe: Bildstock mit Pietà und Wegkreuz

## Vereine
- Freiwillige Feuerwehr Amrichshausen
- Kirchenchor
- SC Amrichshausen – Fußball, seit dem Aufstieg im Jahr 2016 spielt der SCA in der Kreisliga A3 Hohenlohe – der Aufstieg in die Bezirksliga im Jahr 2024 wird als bisher größter Erfolg der Vereinsgeschichte verzeichnet
- Wander- und Kegelfreunde Amrichshausen e. V. – Ausrichter des jährlich stattfindenden High Chaparral
- Landfrauenverein Amrichshausen, Vorstand: Gertrud Rössler und Cornelia Burkert
- Hüttenfreunde Amrichshausen
- Frech-DAX Amrichshausen – Honda Dax Club – veranstaltet jedes Jahr ein Daxtreffen

## Bildung
- Kindergarten Amrichshausen
- Grundschule Amrichshausen